# Квятковиці (Нижньосілезьке воєводство)
Квятковиці (пол. Kwiatkowice) — село в Польщі, у гміні Проховиці Легницького повіту Нижньосілезького воєводства.
Населення — 328 осіб (2011).
У 1975-1998 роках село належало до Легницького воєводства.

## Демографія
Демографічна структура станом на 31 березня 2011 року:
|          | Загалом | Допрацездатний вік | Працездатний вік | Постпрацездатний вік |
| -------- | ------- | ------------------ | ---------------- | -------------------- |
| Чоловіки | 163     | 38                 | 114              | 11                   |
| Жінки    | 165     | 26                 | 111              | 28                   |
| Разом    | 328     | 64                 | 225              | 39                   |